# جارفيس موس
جارفيس موس (بالإنجليزية: Jarvis Moss)‏ هو لاعب كرة قدم أمريكية أمريكي، ولد في 3 أغسطس 1984 في دينتون في الولايات المتحدة.

## وصلات خارجية
- جارفيس موس على موقع مرجع كرة القدم المحترفة.كوم (الإنجليزية)